# Aca Larència

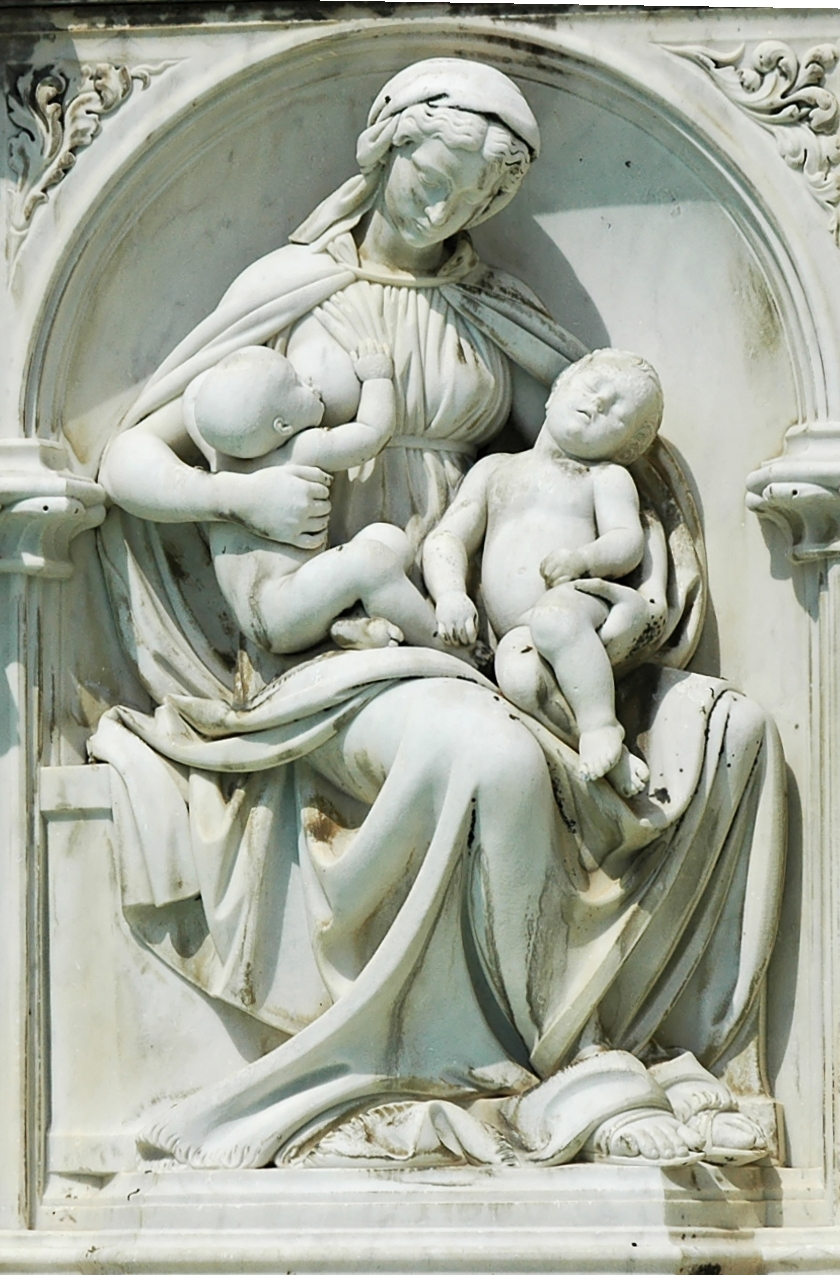
Aca Larentina amb Ròmul i Rem, escultura de la Fonte Gaia, (Siena)

Aca Larència (llatí: Acca Larentia) o Aca Larentina (Acca Larentina) fou un personatge de la mitologia romana que va fer de mare adoptiva de Ròmul i Rem i, com a resultat, va ser venerada com a deessa. Al calendari romà hi havia una celebració, les Larentàlies, que, segons l'autor, era dedicat a Aca Larència.

## Llegenda
Segons una llegenda va ser esposa del pastor Fàustul i, per tant, mare adoptiva dels bessons Ròmul i Rem. Va tenir dotze fills. Aquests germans van fundar la comunitat dels arvals que s'encarregaven, juntament amb la mare, de fer els honors als lars. Es deia que d'aquí venia el nom de Larència (ocasionalment deformat en Laurentia 'Laurència'). A la mort d'un d'aquests germans, Ròmul el va substituir en les seves funcions religioses. Passat el temps Ròmul va morir i va esdevenir una divinitat (identificat amb Quirí). Quan més tard va morir Aca Larència, el flamen quirinal va ocupar el lloc de Ròmul per dirigir els ritus del funeral, mentre Larència va ser identificada amb una deessa anomenada Dea Dia.
Una altra llegenda deia que una nit que el vigilant del temple d'Hèrcules estava avorrit, va proposar al déu fer una partida de daus; el premi per a qui guanyés seria un sopar i una noia. El vigilant va perdre i, en compliment del pacte, va convidar a passar la nit sopant amb el déu a una noia que es deia Aca Fàbula, perquè tenia traça per contar històries. Hèrcules va restar satisfet amb la companyia, i va voler recompensar la noia prometent-li que es casaria amb un home ric. En sortir del temple, la noia va conèixer un home etrusc de nom Tarruci (o Caruci) que, efectivament, era ric, i s'hi va casar. Quan va enviudar, Aca va heretar moltes propietats i les va donar al poble de Roma. Per això s'hauria instituït una festa en el seu honor, les Laurentàlies, en la qual es feien sacrificis als déus lars. Plutarc opinava que aquesta dona i l'Aca Larència mare de Ròmul eren dues persones que casualment tenien el mateix nom, mentre que altres historiadors, com ara Gai Licini Macre, pensaven que eren la mateixa.
Una tercera versió la fa prostituta, i també diu que es va enriquir i va deixar les seves propietats al poble de Roma. Encara que el mot Acca és d'origen desconegut, en grec el terme akko significa 'dona ridícula', mentre que en sànscrit akka significa 'mare'.
Tot i no saber com es va originar, el cert és que circulava una versió sobre l'origen de Ròmul i Rem segons la qual el pastor Fàustul era un home vell que no tenia esposa i va portar els nens que s'havia trobat a la vora del riu a una prostituta rica anomenada Aca Larència, de sobrenom «Lupa» (un apel·latiu freqüent per a prostitutes; d'aquí el mot lupanar 'prostíbul').

## Les Larentàlies
Aca Larència va ser enterrada en una zona entre el riu Tíber i el Fòrum Romà; per això, era allí on se celebrava la seva festa anual cada 23 de desembre. Durant aquesta festa commemorativa, el flamen quirinal oferia sacrificis als lars, els esperits benignes dels morts.